# Christodulos Neofitu
Christodulos Neofitu (gr. Χριστόδουλος Νεοφύτου, ur. 29 maja 1950) – cypryjski polityk i ekonomista.  
Studiował w Londynie. Jest żonaty, ma dwoje dzieci.
Neofitu kandydował na prezydenta w Wyborach prezydenckich 2008. Uzyskał tylko 243 głosy (0.05% poparcia) .